# Kylie Cantrall
Kylie Lorena Cantrall (Los Angeles, 25 giugno 2005) è un'attrice e cantante statunitense.
È nota principalmente per il ruolo di Gabby Duran nella serie Gabby Duran Alien Sitter (2019-2021), in onda su Disney Channel, e per quello di Red nel film Descendants: L'ascesa di Red (2024), prodotto e distribuito da Disney+.

## Filmografia

### Televisione
- Bizaardvark – serie TV, episodio 2x20 (2018)
- A casa di Raven (Raven's Home) – serie TV, 3 episodi (2018)
- Gabby Duran Alien Sitter (Gabby Duran & the Unsittables) – serie TV, 39 episodi (2019-2021)
- High School Musical: The Musical - La serie (High School Musical: The Musical: The Series) – serie TV, 6 episodi (2023)
- Descendants: L'ascesa di Red (Descendants: The Rise of Red), regia di Jennifer Phang – film TV (2024)

### Doppiaggio
- Ron - Un amico fuori programma (Ron's Gone Wrong), regia di Sarah Smith (2018)
- Spidey e i suoi fantastici amici (Spidey and His Amazing Friends) – serie animata (2024)

## Discografia

### Extended play
- 2025 – B.O.Y.

### Raccolte
- 2023 – 1 Minute Songs - Vol. 1

### Singoli
- 2021 – Switch Phones
- 2021 – Sad Boy (con R3hab, Jonas Blue e Ava Max)
- 2023 – Texts Go Green
- 2023 – Put the Record On
- 2024 – Elastic
- 2024 – Boo'd Up
- 2024 – Unsure (con Alan Walker)
- 2024 – Boy for a Day
- 2025 – Goodie Bag
- 2025 – Denim
- 2025 – See You Tonight (feat. ILLIT)

### Altri brani
- 2019 – I Do My Thing (dalla colonna sonora della serie Gabby Duran Alien Sitter)
- 2019 – Santa Claus Is Coming to Town (cover inserita nella raccolta Disney Channel Holiday Hits 2019)
- 2023 – Santa Tell Me (cover)
- 2024 – What's My Name (Red Version) (con China Anne McClain dalla colonna sonora del film Descendants: L'ascesa di Red)
- 2024 – Red (con Alex Boniello dalla colonna sonora del film Descendants: L'ascesa di Red)

## Doppiatrici italiane
Nelle versioni in italiano dei suoi film e serie televisive, Kylie Cantrall è stata doppiata da:
- Lucrezia Roma in Descendants: L'ascesa di Red, Gabbie Duran Alien Sitter

Da doppiatrice è stata sostituita da:
- Chiara Fabiano in Ron - Un amico fuori programma